# سوزان بيج
سوزان بيج (بالإنجليزية: Susan Page)‏ هي صحفية أمريكية، ولدت في 12 فبراير 1951 في ويتشيتا في الولايات المتحدة.

## وصلات خارجية
- سوزان بيج على موقع إن إن دي بي (الإنجليزية)